# Мельникова-Папоушкова, Надежда Филаретовна
Надежда Филаретовна Мельникова-Папоушкова (Папоушек) (чеш. Naděžda Filaretovna Melniková-Papoušková , в первом замужестве — Кедрова; 1891—1978) — чешская фольклористка, деятель культуры и литературный критик русского происхождения.

## Биография
Родилась 10 ноября (23 ноября по новому стилю) 1891 года в Санкт-Петербурге. Была родом из грузинской княжеской семьи Багратионов.
После окончания серпуховской гимназии училась на Московских Высших женских курсах, диплом об окончании которых получила 20 декабря 1914 года. В дипломе указана фамилия первого мужа — Кедрова. В Москве познакомилась со своим вторым мужем — чешским дипломатом Ярославом Папоушеком, который находился в Москве в конце Первой мировой войны и работал секретарем Т. Г. Масарика. В 1919 году они вместе переехали в Прагу. Здесь Надежда Мельникова-Папоушкова продолжила свое образование, изучая с 1919 по 1923 год славистику на факультета искусств Карлова университета. В 1922—1925 годах ми она училась в школе École du Louvre в Париже.
Ярослав Папушек был одним из основателей антигерманского сопротивления в протекторате Богемии и Моравии. Надежда Филаретовна также была вовлечена в деятельность сопротивления. Во время Второй мировой войны она участвовала в работе группы сопротивления чешских журналистов во главе с журналистом и историком Франтишеком Бауэром. Ярослав Папушек был арестован в декабре 1941 года и в январе 1945 погиб в концлагере. После его ареста была задержана и жена, которая была помещена в концлагерь в Равенсбрюке. Она выжила, в 1945 году вернулась в освобожденную Чехословакию, где узнала о смерти мужа.
С 1946 и 1950 год Мельникова-Папоушкова читала лекции в Университете Палацкого в Оломоуце. В 1960-х годах Надежда Мельникова-Папоушкова познакомилась в Соботке с учёным Карелом Самшиняком — автором научных публикаций по изобразительному искусству. В результате она организовала несколько выставок в музеях и галереях Чехии. Принимала участие в Šrámkova Sobotka — фестивале чешского языка, речи и литературы, внесла свой вклад в издание бюллетеня «Zpravodaje Šrámkovy Sobotky».
В последующие годы продолжала заниматься организацией выставок, в том числе молодых художников Чехословакии. Была коллекционером старинного искусства, в частности русского лубка и фарфора.
В конце жизни болела и была прикована к постели. Умерла 10 июля 1978 года в Праге. Была кремирована. Урна с её прахом находится на кладбище в Соботке на участке семьи Самшиняк.